# Кабаченко, Александр Петрович
Александр Петрович Кабаченко (род. 9 июля 1960, Николаев) — советский и украинский военный дирижёр, композитор, аранжировщик . Заслуженный деятель искусств Украины (2006).

## Биография
В 1983 году окончил Московскую консерваторию. Ученик А. Мишурина, С. Ганичева, А. Арницанса. В 1983—1987 служил военным дирижёром в Туркменской ССР, ГДР (1987—1993), г. Яворове Львовской области, 1993—1994), Львове (оркестр штаба Западного оперативного командования, 1993—1999), Киеве (1999—2002, образцово-показательный оркестр), в 2002—2009 — дирижёр Заслуженного ансамбля песни и танца Вооруженных Сил Украины.
Гастролировал в Австрии, Бельгии, Дании, Китае, Нидерландах, Германии, Турции, Венгрии и др. странах.
В 1999 году в Киеве состоялся авторский концерт А. Кабаченко «Весенние трубы». Сотрудничал с Президентскими оркестрами России и Украины, дирижёрами и артистами В. Сиренко, А. Горностаем, А. Барвинским, И. Гамкало, Тиной Кароль, К. Московичем, Ж. Боднарук, П. Дворским, В. Степовой, Петром и Павлом Приймаками, А. Пономарёвым, Т. Пискаревой, И. Кобзоном, Т. Гвердцители, квартетом «Гетьман», дуэтом «Барселона», секстетом «Джаз-Экс» и др.
Авторсаунд-треков детских представлений для «Диснейленда» (Сеул, 2003), аранжировок произведений С. Вакарчука для симфонического оркестра «Ренессанс» и группы «Океан Ельзи».
С 2009 занимается творческой работой в Николаеве .

## Избранные музыкальные сочинения
- Симфония для духового оркестра (1995, в 4-х частях);
- «Східна сюїта» (1990);
- «Спогади про Кіото Оно» (1989);
- прелюдия для фортепиано (1976);
- «Подоляночка» (1996);
- «Величальна» (2002);
- «Гуцульський вступ» (1994);
- «Adagio» (2011),
- песни «Знову» (1998), «Пам’ять Перемоги» (2004) и др.